# História do Vale de Aosta
A história do Vale de Aosta trata dos acontecimentos históricos relativos ao Vale de Aosta, a menor região italiana. Tem a particularidade de constituir uma única província, o que efetivamente exclui a presença de órgãos da administração provincial.
O Vale de Aosta é uma das primeiras quatro regiões autônomas instituídas na Itália em 1948.
Fronteira com a França e a Suíça, é caracterizada pelo seu particularismo linguístico. A população fala uma língua galo-românica, definida franco-provençal, o patois valdostano. A evolução histórica levou ao estabelecimento de uma região oficialmente bilíngue, onde o italiano e o francês desfrutam igualmente do status de línguas oficiais.

## Região autônoma[2]

### A resistência
Nos dias imediatamente a seguir ao armistício de 8 de setembro de 1943 e da ocupação alemã do norte da Itália, os homens do regimento Alpini 4 do exército italiano abandonaram seus quartéis enquanto as tropas alemãs, sob o comando do coronel Schmidt, iniciaram a ocupação do Vale da Aosta. Emile Chanoux, retornou ao vale, onde foi tenente da infantaria, e retomou os seus contatos com os antifascistas, auxiliando nas finalidades e os métodos de guerrilha: é o maior líder da Resistência Aosta. Logo eles foram os primeiros grupos partidários, incluindo a grupo comunista "La Suelvaz", liderado por Émile Lexert (nome de guerra "Milo").
No início de 1944, a resistência foi consideravelmente reforçada com a formação de novos grupos partidários, como "Tito" de Valtournenche, o "XIII Chanoux" de Trois-Villes, o "Edelweiss" de Fénis, o "Monte Zerbion" de Châtillon. Juntamente com grupos locais, a resistência começou a operar grupos partidárias relacionadas com os partidos nacionais antifascista, nomeadamente a brigada da "Giustizia e Libertà", que se refere ao "Partito d'Azione", e da brigada "Garibaldi", muito ativo em Bassa Velle e em Biellese, ligado ao Partido Comunista. 
Os partidários organizaram ações de apoio a prisioneiros aliados, realizaram atos de sabotagem contra instalações de energia hidroelétrica, de telecomunicações e rotas de transporte, a fim de impedir a circulação das tropas nazistas. Estas ações levaram a represálias cruéis pelos fascistas. Houve tiroteios, prisões, deportações para campos de extermínio nazistas e aldeias inteiras foram queimadas.
Na tentativa de proteger os civis da violência nazista, surgiram diferentes visões sobre como conduzir a guerra de guerrilha. Em particular Chanoux expressou sua oposição à ação militar por causa do perigo que estes resultavam contra civis através de represálias. Para ele "estes guerrilheiros irão permanecer, tanto quanto possível, na casa das famílias. O essencial é evitar que se alistem nas brigadas fascistas e impedi-los de serem deportados para a Alemanha". Como mostrado pelo canônico Joseph Brean "Chanoux não era, em princípio, expedições contra os postos de expedições fascista, cujos resultados foram reduzidos praticamente para despertar o inimigo e causar represálias severas".
Além disso, ocorreu o deslocamento para Champorcher de um grupo partidário da "Giustizia e Libertà", entre abril e maio de 1944, e Chanoux expressou duvidas e receios sobre o uso das forças partidárias fora do Vale de Aosta. Na verdade, a sua esperança era de que o vale fosse libertado dos nazi-fascistas, sem a utilização maciça de forças partidárias "extravalle". Ele era a favor de uma colaboração com os partidários italianos, mas colocados nas seguintes condições: "as ramificações Valdotain devem continuar dependentes do Comitê Central de Aoste. Nenhum grupo de partidários não-voldatains poderiam se estabelecer em Aosta sem o consentimento do comitê".
O que caracterizou a luta pela libertação de Aosta foi o objetivo político não apenas do abate nazista, mas também, e inseparavelmente, para retornar ao Vale de Aosta às formas de autogoverno e autonomia que tinham sido apagados.
Neste contexto foi inserida a perspectiva de separatismo e a anexação à França, lançando as bases para a autonomia da região do Vale de Aosta.

### O martírio de Chanoux
Em 18 de maio de 1944, Émile Chanoux e Lino Binel são presos pelos fascistas em uma operação realizada diretamente pelo questor Pietro Mancinelli e do tenente Alberto Bianchi. O comitê aostano está completamente desarticulado. Chanoux é brutalmente torturado em uma vã tentativa de se obter informações sobre a resistência. Ele morreu na noite seguinte devido as inúmeras feridas infligidas pelos militares fascistas, enquanto Binel é deportado para um campo de trabalho na Alemanha.
Os fascistas vão dizer que ele se enforcou em sua cela. Mas, como disse Alessandro Passerin d'Entrèves, "A vergonhosa calunia de suicídio não engana ninguém, nem agora nem nunca". No seu relatório ao Ministro do Interior da República Social Italiana, Bruno Stefanini, que havia assumido o cargo de chefe da província fazia poucos dias, dizia que "informação confidencial" recebidas pela polícia tornou possível a operação de captura. Quem traiu Chanoux ainda permanece um mistério. É certo que, com sua morte, a resistência Valdostan perdeu um líder capaz de garantir um sentido de unidade. Aos 38 anos, Emile Chanoux derramou seu sangue pela independência e liberdade do Vale de Aosta.

### A declaração de Chivasso
Em 19 de dezembro de 1943, na casa do inspetor Edgardo Pons, Chivasso se encontrou com Émile Chanoux e Ernest Page, que representa o Vale de Aosta, com Giorgio Peyronel, Alberto Mario Rollier, Osvaldo e Gustavo Coisson Malan, representando os vales valdenses, para assinar a declaração dos representantes das populações alpinas. Frederico Chabod não comparecer à reunião, mas, através de Peyronel, enviou um manuscrito de contribuição. Na reunião foram analisados e discutidos alguns memoriais, preparadas nas semanas anteriores, resumindo os pedidos especiais de autonomia para os vales alpinos.
Da leitura dos documentos apresentados a Chivasso resulta preliminarmente a configuração diferente político-cultural entre os valdenses, em especial Rollier e Chanoux de um lado, e Frederick Chabod de outro. Na verdade, este último, em seu breve escrito, depois de denunciar os perigos do irredentismo novo, duas vezes reitera a exigência de que os vales bilíngue devem permanecer unidos à Itália e, sobretudo, mostra o caminho de uma autonomia simples e puramente administrativa dentro do Estado italiano.
Por outro lado, em outros documentos, se referem explicitamente a autonomia cantonal e federal com base no modelo. Em particular, Chanoux, que vai comentar por escrito a Declaração de Chivasso no livro Federalismo e autonomia, publicado por interesse de Franco Venturi em Quaderni dell'Italia libera. O orgão clandestino do "Partito d'Azione", apontou para uma perspectiva radicalmente diferente do que foi avançado por Chabod, ou seja, o federalismo. Ele propôs a criação de um estado federal: "Em uma federação italiana será para o povo de forma individual com a criação de regiões federais ou cantões. Deve ser uma manifestação da vontade de formar um novo organismo político do Estado Federal. Manifestação primordial, subjacente, contemporânea na formação da Constituição nacional". Chanoux propõe um modelo como o da Suíça. "Um regime federal, do tipo suíço, é uma garantia de respeito mútuo dentro dos estados do continente europeu."
Na conclusão do encontro de Chivasso assinaram uma declaração contendo "o mínimo indispensável, porque essas regiões irão renascer para uma nova vida". Assim nasceu a "Declaração de Chivasso" que continha reivindicações de autonomia das populações alpinas. O documento apresentava a princípio, muito presente nas obras e ações de Chanoux, o federalismo como um instrumento de organização do Estado. Na verdade, ele dizia: "O federalismo é a solução para o problema das nacionalidades pequenas e resolução definitiva do fenômeno histórico do irredentismo. Um sistema federal com base regional e cantonal republicana é a única garantia contra um retorno à ditadura". Foram estabelecidos os fundamentos teóricos da autonomia dos vales alpinos, que se encontram na superação do regime monárquico, que permitiu a involução reacionária do fascismo, e optar por um sistema federal republicano numa base regional, a ser realizado no interior do Estado italiano completamente renovado, para garantir que as liberdades fundamentais dos indivíduos e das comunidades em que seja parte.

### A anexação
Neste tempo existia dentro da resistência a afirmação, da corrente anexionista, que gostaria a anexação do Vale de Aosta à França. O principal defensor deste fato, em um primeiro momento pois depois tomou distância pouco antes da libertação, foi, acima de tudo, o partidário Cesare Olietti (Mésard). Em 21 de agosto, para o Plan-Croix, Mésard, juntamente com outros líderes, colocaram em nota suas posições através de um memorial dirigido aos refugiados valdostane na Suíça. Ele sustentava que o maquis valdostano (resistência) "surgiu para dar ao Vale de Aosta, além da libertação do nazi-fascismo, a autonomia administrativa, política, cultural, com base no princípio da federação". Ele concordou com a anexação, declarando em linhas que concordava com uma possível negociação de anexação à França. 
A proposta de Mésard seguiu várias posições tomadas pelo governo provisório francês. Em 15 de janeiro de 1944, de fato, em um discurso transmitido pela Rádio Algeri, o ministro das relações exteriores francês, Réné Massigli, expressou favorável a anexação do Vale de Aosta à França. Alguns dias após a postura de Mésard, uma missão francesa composta por onze homens sob o comando do capitão Guy Fasso tem uma série de encontros com os comandantes partidários para verificar a atitude dos Valdostani em relação a uma possível anexação à França. 
No final de 1944, a "Missão Mont Blanc", que teve como objetivo desenvolver um movimento em Vale de Aosta de anexação à França, estabeleceu seu quartel general em Introd. Sob o comando de Henri Voisin e do capitão Humbert Anthonioz, a "Missão Mont Blanc" realiza uma atividade de reconhecimento a fim de organizar um plebiscito para a anexação de Vale de Aosta à França. 
A proposta anexionista poderia contar com um certo consenso entre da população valdostana, sobretudo em consideração do sofrimento que ainda estava avivado devido ao fascismo. Mas a ameaça anexionista terminou, causando grande preocupação na Itália e naqueles que, como Frederico Chabod, achavam que o Vale de Aosta devesse gozar de autonomia, dentro do futuro Estado italiano, restituindo a liberdade democrática. Além dos motivos políticos, existiu o temor que uma eventual anexação do Vale de Aosta à França prejudicasse o compromisso de interesse econômico-industrial italiano. Mesmo Chabod expressou estas preocupações, considerando que "o dia em que um confinamento político separar Pont Saint Martin de Quincinetto, as indústrias devem se deslocar e construir novas centrais em outros vales, não podendo lançar as chaves da industria italiana sobre o domínio estrangeiro". Por estas razões, a anexação vai conduzir a vida política valdostana e afetar a vida política após a guerra.

### O autonomismo
Federico Chabod era o líder dos separatistas, isto é, aqueles que queriam um Vale de Aosta autônomo, mas dentro do Estado italiano. Chabod também teve a convicção de que, para conter o perigo de anexação era necessária garantir ao Valdostane a concessão de um regime autônomo após a guerra. Assim, deixou a universidade e tornou-se um partidário de Lazzaro no grupo Crétier a Valsavarenche, trabalhou no sentido de instar as garantias de autonomia por parte dos aliados e das principais figuras políticas antifascistas italianas. Em setembro de 1944, através do memorial intitulado A questão valdostana, pediu às partes antifascista do Comite de Libertação Nacional da Alta Itália (CLNAI), para assinar uma declaração específica que garantisse a autonomia administrativa e linguística do Vale de Aosta. Em resposta a 6 de outubro, CLNAI emitiu o famoso Manifesto ao valdostani em que "afirma-se solenemente que é dever da Itália liberal restaurar seus direitos violados e desrespeitados, através da criação de um regime de ampla autonomia linguística, cultural e administrativa como parte de uma comunidade liberal democrática, baseada no respeito dos interesses locais e da descentralização do governo". 
Após alguns dias Chabod escreveu um segundo memorial, O vale de Aosta, a Itália e a França, dirigida diretamente para os valdostani, na qual sustentava que a anexação à França era contrária aos interesse do Vale de Aosta, pois a França era um país centralizado. Em 10 de outubro, igrejas à Ugo La Malfa pediram a intervenção do governo para a autonomia e escreveu um terceiro memorial para o secretário da guerra, Alessandro Casati. 
Sua ação incansável produziu diversas tomadas de posição. Em 12 de novembro, Ferruccio Parri (Maurizio) em um memorial, destinado ao governo e ao comando supremo aliado, disse que a autonomia do Vale de Aosta pode "prevenir um perigo adicional." Em 16 de dezembro, seguindo as Mensagens para os patriotas e ao povo de Vale de Aosta, do presidente do conselho de ministros Ivanoe Bonomi, assegurou que "também já garantiu ao Vale de Aosta que a autonomia administrativa e cultural esta em todos os programas do partido". 
Com a aproximação da libertação, os encontros dos separatistas e anexionistas continuaram a crescer ao ponto de tomarem proporções internacionais.

### A libertação
A libertação do Vale de Aosta estava em um contexto político-militar muito complexo que vivenciaram profundos confrontos entre autonomistas e anexionistas e o contraste entre o exército francês, os partidários e os aliados. Em 28 de abril de 1945 os partidários chegaram a Aosta. Alessandro Passerin d'Entrèves e Carlo Torrione foram nomeados pela CLN valdostano como, respectivamente, prefeito e síndico de Aosta. 
Enquanto isso, a tensão com a França era altíssima. Em 6 de abril, de fato, o exército francês foi autorizado pelos aliados para passar as fronteiras do Vale de Aosta para um máximo de 20 quilômetros. Mas, em 27 de abril, oito companhias do exército francês atravessaram o Grande São Bernardo e a colina de Rhêmes com a intenção de ocupar o Vale de Aosta. O general Alexander pediu ao comando aliado a ordem de retirada dos franceses para além da fronteira, temendo a recusa do general francês Doyen. Então, para lidar com a situação, Augusto Adam, chefe do jornal alpino de Serviço de Inteligência Militar (SIM), dispõe, em casos extremos, a utilização, junto com a formação partidária, da montanha de RSI. O prefeito pessoalmente interveio para parar o francês. Relembrando Alessandro Passerin d'Entrèves: "Para nós era importantíssimo que chegassem os americanos primeiro que os franceses, e na verdade nós conseguimos pegá-los, e me recordo que com o chefe Smithfield, Norton foi chamado, nós fomos para ver se os tanques poderiam ter vindo e todos eles vieram, tanques, homens ... E fomos para Aosta chegar antes dos franceses. Quando os franceses chegaram eu disse, "mas, esperamos que em cinco minutos cheguem os aliados", "como" disseram, "são nossos aliados!", "Não, não" eu disse, etc. Chegaram, e tivemos muito mais problemas, mas depois houve uma intervenção diplomática que os fez recuar. Mas o perigo estava próximo". 
Os americanos só chegaram em 4 de maio. Mas a tensão não havia diminuído. Começou, de fato, uma campanha a favor do plebiscito apoiado e fomentado por tropas francesas. Isto gerou momentos de tensão ao ponto de que 12 de maio a CLN valdostano enviou para Josef Stalin, Harry Truman, Wisnton Churchill, o presidente da Conferência de São Francisco, ao presidente do conselho de ministros Bonome e a CLNAI um telegrama para denunciar os abusos dos franceses e sua visão de expansão, solicitando auxílio.
Em 18 de maio, devido ao primeiro aniversário da morte de Émile Chanoux, ocorreu em Aosta uma manifestação popular a favor do plebiscito. O evento, de acordo com a "Missão Mont-Blanc", foi organizado pelo grupo pró-anexação reunido no "Comitê de Libertação Valdôtain" que havia coletado mais de 16.000 assinaturas em apoio a um plebiscito. Os manifestantes pediram ao prefeito a realização de um referendo pelo qual o Vale de Aosta poderia decidir a favor da anexação à França ou permanecer no Estado italiano, a escolha entre duas opções como segue: Você se tornaria inglês? Você se juntaria a França?. Alexander Passerin d'Entrèves recusava por motivos jurídicos e políticos de prosseguir com o referendo e pediu demissão do cargo de prefeito pela amanhã.
As tensões com a França terminaram de fato em 7 de junho com a mensagem do presidente americano Truman a De Gaulle com a ameaça de suspensão dos fornecimentos militares para a França. Em 24 de junho. as tropas francesas retiraram-se. Para o Vale de Aosta abriu-se um prolongado confronto com o Estado italiano para obter a autonomia prometida durante a luta de libertação.

### O projeto de estatuto de autonomia de maio de 1945
Nas semanas seguintes à libertação, muitos memoriais foram escritos sobre a questão valdostana. Em 7 de maio, na Academia Saint-Anselme, o monsenhor Jean-Joconde Stévenin, canônico de Sant'Orso e importante membro do Movimento Democrata-Cristão, apresentou a um grupo de notáveis valdostani seu projeto de estatuto para a autonomia do Vale de Aosta. O projeto de Stévenin previa um conselho regional dotado de amplos poderes e composto por 25 membros eleitos pelos conselhos municipais da região do Vale de Aosta. Além disso, previa a igualdade entre a língua francesa e a língua italiana, e que todos os rios e riquezas do solo do Vale eram de propriedade da região. 
Em 13 de maio, em Paris, por iniciativa do abade Auguste Petigat, diretor do Vale de Aosta e ponto de referência para os imigrantes valdostani, na presença do embaixador da Itália, Giuseppe Saragat, foi lido e discutido um discurso preparado pelo Chabod sobre a autonomia futura do Vale de Aosta. Mesmo os partidos antifascistas foram muito ativos na elaboração do plano de autonomia para o Vale de Aosta. 
Em 15 de maio de 1945, uma delegação valdostana composta de Ida Viglino, presidente do Comissão de Libertação Nacional valdostado, Federico Chabod, pelo canonico Charles Bovard e o prefeito Alexandre Passerin Entrèves denominado COmissão de Libertação Nacional de Piemonte (CLNP), um projeto de autonomia para o Vale de Aosta. Este projeto é inspirado no projeto apresentado pelo monsenhor Stévenin nas propostas de Chabod. Pela primeira vez apareceu uma referência para a zona franca. Em particular, ele reconheceu "para o território do Vale de Aosta a condição de zona franca com a condição a ser determinada". Ele também sugeriu como "oportunidade de dar ao Vale de Aosta a facilidade de acordar com as regiões no status de país estrangeiro (França e Suíça), sobre as questões dentro do turismo e dos costumes". 
Em 17 de maio, CLNAI aprovou o projeto de decisão da autonomia discutido em Turim, e o governo se comprometeu a apoiar, mesmo com a cláusula secreta sobre neutralização militar do Vale de Aosta.

### O decreto de 1945: a primeira autonomia
Mas, como vimos, depois das manifestações de 18 de maio, o problema do Estatuto de Autonomia mudou substancialmente para Roma. Assim, em 29 de maio, o conselho de ministros iniciou a discussão de autonomia valdostana nomeando uma comissão presidida pelo general Luigi Chatrian, subsecretário do Ministério da Guerra e originário do Vale de Aosta. Em 11 de julho de 1945, após diversos contatos com Chabod, o conselho de ministros decidiu sobre a instituição da autonomia da região do Vale de Aosta através de dois decretos: o D.L.L. n. 545 sobre "o ordenamento administrativo do Vale de Aosta" e a D.L.L. n. 546 sobre "Incentivos fiscais e econômicos para o Vale de Aosta". Ambos foram promulgados em 7 de setembro de 1945, e entraram em vigor a partir de primeiro de janeiro de 1946. O D.L.L n. 545 suprimiu a província de Aosta na criação de distritos e organismos autônomos e indicou para administração: um conselho de vinte membros, um presidente e uma junta de cinco membros. O segundo decreto prevê, designadamente, a concessão por noventa e nove anos à Vale de Aosta das águas públicas que ainda não tinham sido assunto de reconhecimento de uso e concessão. Uma medida similar relacionado ao minério. Foi igualmente estabelecido o benefício de zona franca, que foi implementado de forma a ser determinada com um ato posterior. 
O Vale de Aosta foi a primeira região italiana a usufruir de um regime de autonomia. Mesmo antes de ser promulgada e entrar em vigor em dois decretos de autonomia e concessões econômicas, foram apresentadas por Chabod aos prefeitos e aos altos funcionários do município de Vale de Aosta em 26 de agosto de 1945. Os decretos foram sujeitos a fortes objeções. Com efeito, a autonomia proporcionada não corresponde às expectativas da maioria da população. Mesmo Chabod teve que admitir que, em comparação com as propostas elaboradas em maio pelo Comitê Nacional de Libertação, continham alterações nos dois decretos, que "algumas concessões são limitadas e primitiva". Em particular, o artigo 9º do nº D.L.L. n. 545 foi objeto de grande contestação onde prevê um organismo de controle que limita seriamente as prerrogativas de auto-governo do Valdostani: "No Conselho do Vale criou-se um Comitê de Coordenação composto por um representante do Ministério do Interior como presidente, um representante do Tesouro e um representante designado pelo Conselho da Vale entre as pessoas estranhas a ele. A comissão está trabalhando com órgãos do Vale para a execução deste decreto e para o melhor desenvolvimento do direito do vale".
Assim, para protestar contra a autonomia reduzida concedida em 6 de setembro, a professora Ida Viglino renunciou ao cargo de presidente da CLN, e poucos dias depois o movimento da União Valdôtaine nasceu.

### A União Valdôtaine
Poucos dias após a promulgação dos decretos, 13 de setembro de 1945, nasceu a União Valdôtaine (UV), com o objetivo de promover e defender os interesses dos valdostani. Com uma referência explícita à experiência da "Liga Valdôtaine" e a organização de Chanoux, "O Vale do Jovem", na sede o então palácio da província, dezesseis personalidades voldastanes, incluindo Joseph Bréan, Charles Bovard, Jean-Joconde Stévenin, Lino Binel, Maria Ida Viglino, Flavien Arbaney, Paolo Alfonso Farinet, Aimé Berthet, Severino Caveri, Albert Deffeyes, encontraram-se para criar um novo movimento político, aberto a qualquer pessoa, como referido no artigo II do Estatuto, "que dão a certeza de ser fiel e dedicado à causa Aosta". No preâmbulo do nascimento da motivação fundamental do UV, "Fundaram uma associação destinada a promover e defender os interesses do Vale de Aosta". Agora, as reivindicações de caráter político e cultural foram acompanhadas por ações políticas concretas, como a exigência de garantias internacionais para a autonomia do Vale de Aosta, a fim de reforçar a autonomia, semelhante ao Acordo De Gasperi-Gruber para a comunidade sul-tirolesa. 
Inicialmente a UV foi planejada para influenciar em uma operação cruzada das diversas partes para a causa Aosta. A associação também foi dotada de um jornal que tomou o nome do movimento: A União Valdôtaine, dirigido por Albert Deffeyes, cujo primeira publicação apareceu em 15 de dezembro de 1945. 
Entre 1946 e 1947 sucederam-se vários congressos, denominados "Assembleia Popular do Vale de Aosta", em Morgex, em Verrès, em Aosta e Pont Saint Martin", com uma participação popular sempre crescente. 
A UV é apresentada pela primeira vez com seu próprio símbolo de administração em novembro de 1946, em alguns dos municípios de Vale de Aosta. Embora as eleições de 18 de abril de 1948 não aparecem para os eleitores com os seus candidatos, mas deu o seu apoio ao candidato democrata Ernest Page e Paolo Alfonso Farinet, mais sensível à causa da autonomia: é o prólogo de um acordo com a Democracia Cristã.

### O primeiro Concílio do Vale
Em 1 de janeiro de 1946, o Vale de Aosta foi devolvido pelo governo militar aliado para administração do governo italiano e entraram em vigor dois decretos. Na tarde do dia 10 de janeiro de 1946, foi convocado o primeiro Concílio do Vale, os 25 componentes foram indicados pelas partes antifascistas do CLN, que elegeu seu primeiro presidente Federico Chabod. Chabod prevaleceu por um voto (13 contra 12) sobre Severino Caveri. Também foram eleitos conselheiros regionais: Enrico Cuaz (PSI) das Obras Públicas, Luigi Fresia (Partido de Ação) Finanças, Renato Nouchy (PCI) da Agricultura e Florestas, Ernesto Page (DC) de Educação Pública, Enrico Pareyson (PLI) da Indústria e Comércio. Paolo Alfonso Farinet foi designado como representante do Conselho do Vale do âmbito da Comissão de Coordenação. 
Foram restaurados os nomes das cidades que o fascismo havia italianizado. Começou a administração da região autônoma. Frederico Chabod trabalhou para implementar a autonomia concedida finalmente. Em particular, viram a necessidade de "dar pernas", ou recursos financeiros para a região. Para este fim, 3 de abril de 1946 o presidente do conselho do Vale Federico Chabod emitiu o decreto de abertura do Casinò de la Vallée, em referência ao disposto no artigo 12 da D.L.L n. 545 a atribuição de responsabilidades administrativas para as "iniciativas da Região no setor do turismo, supervisão de hospitalidade, proteção da paisagem e supervisão da conservação de antiguidades e obras de arte". Sem dúvida, a introdução da casa de jogo forçou o cumprimento em relação a D. L. L. n. 545, mas era também um golpe de mestre. Na verdade a receita, para a região foram de 523 milhões de libras em 1947, e em 48 chegou a 774 milhões, atingindo a cifra de um bilhão e 431 milhões de libras em 1950.

### A garantia internacional
Em 9 de fevereiro, o jornal Gazzeta d'Itália publicou um artigo do ex-presidente do conselho de ministros, Francesco Saverio Nitti, altamente crítico em relação à autonomia do Vale de Aosta, descrito como "uma concessão absurda [...] que nenhum exemplo poderia ser pior e não mais inconstitucional". Em Vale de Aosta, artigo de Nitti suscitou profundo impacto e foi severamente repreendido. O Comitê Central da União Valdôtaine assinou um apelo aos valdostani, publicado em 10 de fevereiro no suplemento da folha do movimento, A União Valdôtaine, onde foi considerada a intervenção de Nitti "uma novela ofensiva contra os dogmas da minoria valdôtaine". Quatro dias depois, o Comitê de Ação Valdôtaine de Paris foi constituída, em 11 de outubro de 1945, a Organização das Nações Unidas enviou um telegrama, assinado por Auguste Petigat, Fidèle Charrère, Baptiste Perrin, Pierre Lexert, para exigir a independência ou, pelo menos, garantir a autonomia internacional: "Em nome da Vale de Aosta, observe a demanda da independência de Vale de Aosta ou, pelo menos, a sua plena autonomia garantida pela Organização das Nações Unidas. Por favor, investigar a sinceridade de Vale de Aosta. Contamos com a ONU para a proteção e preservação de nossos direitos como minoria alogênico, sem ajuda de ninguém". No dia seguinte, A União Valdôtaine saiu com uma edição extraordinária que descreve a proposta do Comitê de Ação Valdôtaine como "a última batalha dos voldastain".
Em grande parte da sociedade valdostana trouxe a convicção da necessidade de uma garantia internacional para a tutela da autonomia. na sessão de 7 de março a reunião do Conselho da Vale foi apresentada com uma agenda sobre o tema de interesse internacional assinado por ArbaneyArbaney, Binel, Caveri, Cuaz, Page e Viglino. O presidente Chabod recusou-se a votar sobre o documento, porque isso é contra a lei. Seguiu-se um debate muito avivado. 
Poucas semanas depois foi organizada (dia 26) uma manifestação popular a favor do plebiscito sobre a garantia internacional. Um dia antes Chabod reunira-se em Turim com Alcide De Gasperi e o subsecretário de Negócios Estrangeiros Negaville, concordando com eles sobre a possibilidade de autorizar a manifestação, que inicialmente foi pensado ser proibido por declarar "caráter anti-nacional". A manifestação saiu do controle e ocorreram episódios de violência que envolveram diretamente o presidente Chabod. Assim, na sessão seguinte do Conselho da Vale de 29 de abril Chabod apresentou a sua demissão. O conselho, presidido pelo conselheiro sênior Page, por unanimidade, aprovou uma agenda com o qual lamentou a "violência sobre a pessoa do presidente, expressando seu pesar, condena a campanha da imprensa degradante e difamatórias contra os Conselheiros, apela a toda a população do Vale, como também concordou em participar de uma campanha, para impedir o reacionário superior e a anti-valdostana". Chabod relevou e retirou a sua demissão. 
No entanto, não se cessou os conflitos entre o Conselho do Vale e a sociedade valdostana contra os defensores de uma política independente, aqueles a favor de uma linha autonomista e federalista com garantias internacionais e separatistas. Nas eleições para a Assembleia Constituinte em 2 de Junho, os separatistas propuseram o cancelamento dos dizeres nos cartões de eleição "Nós queremos o plebiscito", para dar força à sua causa, tendo em conta os tratados de paz de Paris, agendado para julho. Mas os dizeres cancelados que continham a palavra "Plebiscito" eram pouco mais de 4.000 em um total de 50.893 eleitores. A Frente Democrática, que reúne partidos de esquerda, venceu as eleições com o candidato socialista Giulio Bordon contra o oponente democrata-cristão Paolo Alfonso Farinet. Agora, a italianização do vale era um fato. Chabod, em um relatório confidencial a De Gasperi falou em um "espetacular fracasso da tentativa do movimento separatista e um grande sucesso para o personagem italiano do Vale".

### O estatuto de 1948
Com a eleição da Assembleia Constituinte, iniciou-se o processo constitucional do estatuto especial para Vale de Aosta. O Conselho do Vale, que até então tinha um novo presidente, Severino Caveri, após a demissão de Chabod em 17 de outubro de 1946, foi muito ativo na elaboração de uma proposta de estatuto em que se fazia representada a votação da Assembleia Constituinte. A proposta final do Conselho do Vale foi aprovado por unanimidade em 3 de março de 1947. Dividido em 93 artigos, foi caracterizada por um significante valor federalista, uma vez que os poderes legislativos concedidos à região eram muito amplos. Com efeito, o artigo 5 afirmava que a região possuía competência em todas as matérias, excluindo aqueles expressamente reservada ao Estado, como a política externa, de defesa e justiça. Desta forma, o Vale de Aosta teria um poder em relação ao governo central, comparável à de um cantão suíço. Também foi previsto a zona franca. No entanto, a proposta do Conselho do Vale não foi aceita pela Assembleia Constituinte. 
Nos meses seguintes, foi finalizada a aprovação do Estatuto, os contatos entre o Conselho do Vale e da Assembleia Constituinte eram muito intensos. Houve também uma delegação especial que acompanhou os trabalhos da Assembleia Constituinte. Em particular, em janeiro de 1948, foram contatados os representantes do Conselho do Vale e da comissão parlamentar para projetos de estatutos especiais regionais, presidido por Tommaso Perassi.
Assim, após promulgação da constituição, em 10 de janeiro de 1948, a Comissão Parlamentar efetuou 18 considerações do estatuto especial regional. Emilio Lussu foi o relator do projeto de lei para o Estatuto de Vale de Aosta. O projeto apresentado para a Assembleia Constituinte em 30 de janeiro de 1948 foi caracterizado por um recuo das concessões feitas anteriormente. De fato, a autonomia do Vale de Aosta foi mais limitada. Uma emenda do deputado Dossetti subordinava a de água para a condição de que o Estado não tinha a intenção de fazer o objeto de um plano de interesse nacional. Outra suprimia a atribuição da gestão escolar  para a região. Também o artigo 38, que colocou a língua francesa no mesmo nível da língua italiana foi submetido a críticas, mas foi aprovado pela intervenção do general Chatrian. O texto final foi aprovado por voto secreto na reunião de 31 de janeiro, com 277 votos a favor, 84 contra e 2 abstenções. 
O estatuto especial para o Vale de Aosta foi promulgado como a lei constitucional n.4 em 26 de fevereiro de 1948 pelo presidente da república, Enrico De Nicola, e foi publicado na edição 59 do Diário Oficial da República Italiana. Em 11 de março, o Conselho do Vale se reuniu para discutir o estatuto da autonomia. Votado por unanimidade uma agenda preparada pelo governo regional em que, embora reconhecendo que "o estatuto representa uma ordem de desenvolvimento independente concedida pelo Decreto Legislativo", reclamou que "as revindicações do povo do Vale de Aosta, não foram aceitas de modo satisfatório", declarando que "até que não haja autonomia financeira, não haverá uma verdadeira autonomia digna desse nome".